# 가리야촌 (아이치현)
가리야촌(苅屋村)은 일본 아이치현 지타군에 설치되었던 촌이다. 현재의 도코나메시의 일부에 해당한다.